# Petr Dvořák (1972)
Petr Dvořák (* 20. prosince 1972) je český ekonom a manažer, od ledna 2018 generální ředitel společnosti Vodafone Czech Republic.

## Život a kariéra
V roce 1998 absolvoval studium ekonomie na Univerzitě Jana Evangelisty Purkyně v Ústí nad Labem a v roce 2008 studium MBA na Thunderbird School of Global Management.
Po ukončení studia na Univerzitě Jana Evangelisty Purkyně působil nejprve jako manažer vlasové kosmetiky Lybar, potom dva roky jako manažer marketingu v Nestlé. V roce 2001 začala jeho kariéra v oblasti telekomunikací:
- T-Mobile
  - 2001: viceprezident pro segment spotřebitelů a tržní komunikaci
  - 2007: viceprezident pro řízení produktů a kategorií
  - 2008: ředitel divize marketingu (Chief Marketing Officer)
- 02-06/2012: ředitel marketingu a prodeje v Archimedes Brain Trust a.s., Praha
- Vodafone Czech Republic:
  - 2012: viceprezident pro nefiremní zákazníky
  - 2018: předseda představenstva a generální ředitel